# T10 League
T10 League é uma liga de críquete do formato dez-overs nos Emirados Árabes Unidos que era lançado e possuído por T Ten Sports Management. A liga está aprovada pelo Criquete Board dos Emirados. Os partidos são 10-overs-por-lado e a duração da cada partido é 90 minutos. O torneio tem uma "round robin" e então os Eliminators e a Final. A liga esteve fundada por Shaji Ul Mulk, o presidente de T10 League. O Conselho Internacional de Criquet (ICC) oficialmente sancionou a liga.

## Temporadas e ganhadores
| Temporada | Ganhador                           | Vice-campeão                     | Margem de Vontade em Final | A maioria de Carreiras | A maioria de Wickets                             |
| --------- | ---------------------------------- | -------------------------------- | -------------------------- | ---------------------- | ------------------------------------------------ |
| 2017      | Kerala Kings 121/2 (8 overs)       | Punjabi Legends 120/3 (10 overs) | 8 Wickets                  | Luke Ronchi (197)      | Sohail Tanvir (5) Rayad Emrit (5) Hasan Ali (5)  |
| 2018      | Northern Warriors 140/3 (10 overs) | Pakhtoons118/7 (10 overs)        | 22 Carreiras               | Nicholas Pooran (324)  | Predefinição:Country data SA Hardus Viljoen (18) |
| 2019      | Maratha Arabians89/2 (7.2 overs)   | Deccan Gladiators87/8 (10 overs) | 8 Wickets                  | Chris Lynn (371)       | George Garton (12)                               |